# Gertrud Sasse

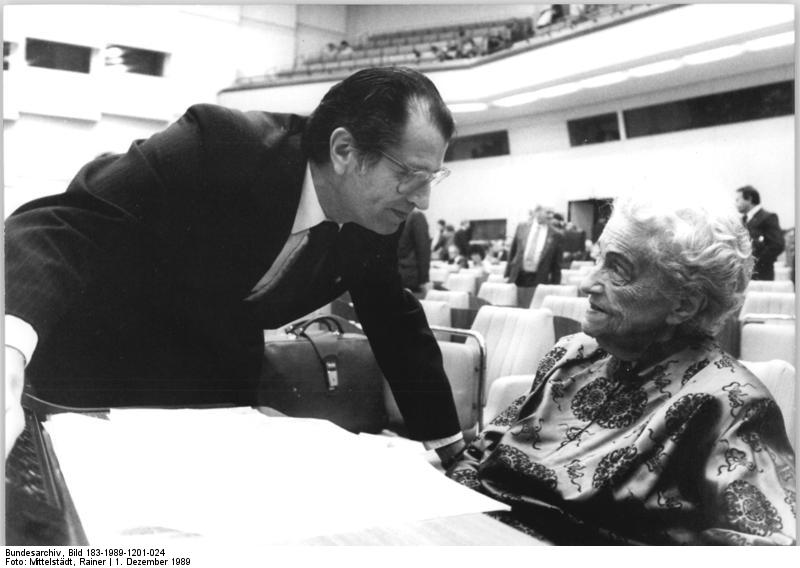
Gertrud Sasse im Gespräch mit Fritz Krausch während der 13. Volkskammertagung (1. Dezember 1989)

Gertrud Sasse, geborene Gertrud Wodtke, (* 24. Februar 1902 in Berlin; † 13. August 1994 in Halle (Saale)) war eine deutsche Politikerin (LDPD). Sie gehörte von 1949 bis 1990 der Volkskammer der DDR an.

## Leben
Gertrud Sasse wurde unter dem Namen Gertrud Wodtke als Tochter eines Postbeamten geboren. Nach dem Besuch von Lyzeum und Oberlyzeum legte sie 1921 ihr Abitur ab. Nachdem sie 1922 und 1923 das Höhere Lehrerinnenseminar absolviert hatte, war sie 1923 und 1924 zunächst als Chefsekretärin in Berlin tätig. Danach arbeitete sie bis 1925 als Lehrerin zunächst in Belzig, bevor sie nach ihrer Heirat bis 1933 als Privatlehrerin für Fremdsprachen in Wernigerode tätig war. In der Zeit des Nationalsozialismus erhielt Gertrud Sasse Berufsverbot und lebte bis Kriegsende als Hausfrau.
Nach dem Zweiten Weltkrieg fand Sasse eine Anstellung als Lehrerin an der Wernigeröder Gerhart-Hauptmann-Schule. Nach einiger Zeit wurde sie zur stellvertretenden Direktorin ernannt. 1950 wechselte sie nach Halle (Saale) und übernahm dort bis 1958 die Position der Direktorin der Adolf-Reichwein-Oberschule. Politisch schon in der LDPD als Funktionärin und Volkskammerabgeordnete engagiert, übernahm sie 1959 für zwei Jahre die hauptamtliche Stelle der Vorsitzenden des LDPD-Bezirksverbandes Halle. 1961 wechselte sie an die Martin-Luther-Universität Halle-Wittenberg, zunächst als wissenschaftliche Mitarbeiterin der Sektion Erziehungswissenschaften. 1962 wurde sie zur Professorin ernannt. Bis zu ihrer Pensionierung blieb Gertrud Sasse an der Universität tätig.

## Politik
Bis 1945 ist über eine politische Betätigung Gertrud Sasses nichts bekannt. Nach Kriegsende wurde sie in Wernigerode Mitglied der neugegründeten LDP. Zugleich engagierte sie sich ab 1946 in den Massenorganisationen FDGB und Kulturbund, dessen erste Kreisvorsitzende sie im Kreis Wernigerode von 1945 bis 1949 war. Im Jahr 1947 trat sie dem DFD und der Gesellschaft für Deutsch-Sowjetische Freundschaft (DSF) bei. Zwischen 1950 und 1952 vertrat Sasse die LDPD im Landtag von Sachsen-Anhalt als Abgeordnete. Nach der Auflösung des Landtages wurde sie am 1. August 1952 bei der Konstituierung des Bezirkstages Halle zum Mitglied des Rates des Bezirkes gewählt. Bis 1954 vertrat sie ihre Partei im Bezirkstag Halle. Einher ging diese Abgeordnetentätigkeit mit höheren Parteiämtern. Von 1950 bis 1952 fungierte sie als stellvertretende Vorsitzende des LDPD-Landesverbandes Sachsen-Anhalt. Nach dessen Auflösung übernahm sie bis 1961, dabei zuletzt hauptamtlich, den Vorsitz des LDPD-Bezirksverbandes Halle. 1961 wechselte Sasse nach Berlin. Bis 1990 gehörte sie dem politischen Ausschuss des LDPD-Zentralvorstandes als Mitglied an. 
Sasse wurde 1949 Mitglied der provisorischen Volkskammer der DDR und blieb bis zum Ende der 9. Wahlperiode am 17. März 1990 Abgeordnete. Weiterhin war sie über 40 Jahre in hohen ehrenamtlichen Funktionen für den Kulturbund der DDR tätig, beispielsweise von 1952 bis 1982 als Vorsitzende der Bezirksleitung Halle des Kulturbundes. Zu ihrem 80. Geburtstag wurde sie zur Ehrenpräsidentin der Bezirksleitung Halle ernannt. Zudem bekleidete sie von 1950 bis 1986 das Amt einer Vizepräsidentin des Kulturbundes der DDR. 1986 wurde sie zur Ehrenpräsidentin des Kulturbundes ernannt.
Sasse erhielt im Laufe ihrer Karriere eine Reihe von Orden und staatlichen Auszeichnungen der DDR, darunter das Banner der Arbeit (1967), mehrmals den Vaterländischen Verdienstorden (1954 in Silber, 1970 in Gold, 1972 Ehrenspange) und den Stern der Völkerfreundschaft (1977 in Silber, 1982 in Gold, 1987 Großer Stern). 1965 wurde sie mit dem Händelpreis des Bezirkes Halle ausgezeichnet.
Nach der politischen Wende in der DDR wurde Gertrud Sasse im Vorfeld der ersten freien Volkskammerwahlen Mitglied des BFD. Ab dem 11. August 1990 war sie zuletzt durch den Beitritt der LDPD Mitglied der FDP, welches sie bis zu ihrem Tod blieb.